# Auckland City
Auckland City is een stad in het dichtbevolkte gebied Auckland in Nieuw-Zeeland. In 2005 telde de stad 425.400 inwoners.

## Voorsteden
Inner cityMechanics Bay, Parnell, Remuera, Newmarket, Grafton, Newton, Mount Eden, Balmoral, Morningside, Grey Lynn, Ponsonby, Freemans Bay, Herne Bay, Saint Marys Bay
Naar het oostenMission Bay, Kohimarama, Saint Heliers, Orakei, Glendowie, Glen Innes, Meadowbank, Point England, Saint Johns, Tamaki, Panmure, Mount Wellington, Ellerslie
naar het zuidenPenrose, Greenlane, Oranga, Te Papapa, Onehunga, One Tree Hill, Royal Oak, Epsom, Hillsborough, Three Kings, Mount Roskill, Lynfield, Blockhouse Bay, Sandringham
Naar het westenOwairaka, Avondale, Mount Albert, Kingsland, Waterview, Western Springs, Point Chevalier, Westmere